# Tang Yik Chun
Tang Yik Chun (chinesisch 鄧亦峻 / 邓亦峻, Pinyin Dèng Yìjùn, Jyutping Dang6 Jik6zeon3; * 23. Juni 1986 in Hongkong) ist ein chinesischer Sprinter, der international für Hongkong startet.

## Sportliche Laufbahn
Erste Erfahrungen bei internationalen Wettbewerben sammelte Tang Yik Chun bei den Juniorenasienmeisterschaften 2004 in Ipoh, bei denen er im 100-Meter-Lauf mit 10,88 s im Halbfinale ausschied. Im Jahr darauf belegte er bei den Asienmeisterschaften in Incheon in 21,01 s den vierten Platz im 200-Meter-Lauf und siegte bei den Hallenasienspielen in Bangkok in 6,80 s im 60-Meter-Lauf. Zudem wurde er bei den Ostasienspielen in Macau Sechster. 2006 schied er bei den Hallenweltmeisterschaften in Moskau mit 6,89 s in der ersten Runde aus und gelangte bei den Asienspielen in Doha über 200 Meter ebenfalls nicht bis in das Finale. 2007 wurde er bei den Asienmeisterschaften in Amman in 21,44 s Vierter und schied bei den Weltmeisterschaften in Osaka mit 21,72 s in der ersten Runde aus. Zudem belegte er bei den Hallenasienspielen in Macau in 6,86 s Tang sechs. Im Jahr darauf schied er bei den Hallenasienmeisterschaften in Doha mit 7,09 s in der Vorrunde aus.
2009 nahm er an der Sommer-Universiade in Belgrad teil und schied auch dort mit 21,51 s im Vorlauf aus, wie auch bei den Asienmeisterschaften in Guangzhou mit 21,60 s. Zudem wurde er dort mit der Hongkonger 4-mal-100-Meter-Staffel in 40,22 s Siebter. Anschließend wurde er bei den Ostasienspielen in Hongkong in 21,77 s Achter und Vierter mit der 4-mal-400-Meter-Staffel, während er mit der Kurzsprintstaffel disqualifiziert wurde. Im Jahr darauf wurde er bei den Asienspielen in Guangzhou Vierter mit der Staffel und schied über 200 Meter mit 21,67 s in der ersten Runde aus. 2011 gewann er bei den Asienmeisterschaften in Kōbe mit der Staffel in 39,26 s die Silbermedaille hinter dem Team aus Japan. Mit der Staffel qualifizierte er sich 2012 erstmals für die Olympischen Spiele in London, bei denen er mit 38,61 s in der Qualifikation ausschied. Bei den Asienmeisterschaften 2013 in Pune feierte er mit dem Staffelsieg in 38,94 s seinen bisher größten Erfolg. Daraufhin schied er bei den Weltmeisterschaften in Moskau mit der Staffel im Vorlauf aus und gewann bei den Ostasienspielen in Tianjin die Silbermedaille.
2014 nahm er erneut an den Asienspielen in Incheon teil, gewann dort mit der Staffel in 38,98 s die Bronzemedaille und erreichte im 200-Meter-Lauf das Halbfinale, in dem er mit 22,03 s ausschied. Bei den IAAF World Relays 2015 auf den Bahamas schied er im Vorlauf aus und gewann in 39,25 s die Silbermedaille hinter China bei den Asienmeisterschaften in Wuhan. Im Einzelbewerb schied er auch dort mit 21,54 s im Halbfinale aus. 2016 folgte das Aus in der ersten Runde bei den Hallenasienmeisterschaften in Doha in 6,93 s. 2017 gewann er bei den Asienmeisterschaften in Bhubaneswar mit 39,54 s die Bronzemedaille mit der Staffel hinter China und Thailand. 2018 nahm er bereits zum vierten Mal an den Asienspielen in Jakarta teil, bei denen er mit 21,89 s in der ersten Runde ausschied. Im Jahr darauf belegte er bei den Asienmeisterschaften in Doha mit der Staffel in 39,91 s Rang fünf.

## Persönliche Bestleistungen
- 100 Meter: 10,50 s (+0,5 m/s), 8. Mai 2011 in Hongkong
  - 60 Meter (Halle): 6,80 s, 13. November 2005 in Bangkok
- 200 Meter: 20,94 s (+0,6 m/s), 16. April 2005 in Hongkong